# Mistrovství světa v ragby 1987
Mistrovství světa v ragby 1987 bylo 1. MS v ragby v historii. Turnaj se konal od 22. 5. 1987 do 20. 6. 1987 na Novém Zélandu a Austrálii. Ve finále vyhrál Nový Zéland 29:9 nad Francií. V boji o třetí místo Wales porazil 22:21 Austrálii. Na tomto turnaji si nejvíce bodů (126) připsal novozélandský Grant Fox a nejvíce pětek (6) položili členové vítězného týmu Craig Green a John Kirwan. Tento turnaj se obešel bez kvalifikačního cyklu. Sedm zemí bylo součástí světové ragbyové organizace. Byly to týmy Nového Zélandu, Austrálie, Anglie, Skotska, Irska, Francie a Walesu. Zbylých 9 účastníků MS 1987 byli pozváni. Byly to týmy Argentiny, Fidži, Itálie, Kanady, Rumunska, Tongy, Japonska, Zimbabwe a USA. Těchto 16 reprezentací bylo rozlosováno do 4 čtyřčlenných skupin. Dva nejlepší týmy ve skupině se dostaly do vyřazovací fáze. Za vítězství ve skupině dostal tým dva body a za remízu jeden bod. Dohromady se odehrálo 32 zápasů. Položení míče do brankoviště se bodovalo čtyřmi body.

## Skupinová fáze

### Skupina A
| 1. | Austrálie | 6 | 108 | 41  |
| 2. | Anglie    | 4 | 100 | 32  |
| -- | --------- | - | --- | --- |
| 3. | USA       | 2 | 39  | 99  |
| 4. | Japonsko  | 0 | 48  | 123 |

23.5.1987 Austrálie - Anglie 19:6
24.5.1987 Japonsko - USA 18:21
30.5.1987 Anglie - Japonsko 60:7
31.5.1987 Austrálie - USA 47:12
3.6.1987 Anglie - USA 34:6
3.6.1987 Austrálie - Japonsko 42:23

### Skupina B
| 1. | Wales  | 6 | 82 | 31 |
| 2. | Irsko  | 4 | 84 | 41 |
| -- | ------ | - | -- | -- |
| 3. | Kanada | 2 | 65 | 90 |
| 4. | Tonga  | 0 | 29 | 98 |

24.5.1987 Kanada - Tonga 37:4
25.5.1987 Irsko - Wales 6:13
29.5.1987 Tonga - Wales 16:29
30.5.1987 Kanada - Irsko 19:46
3.6.1987 Kanada - Wales 9:40
3.6.1987 Irsko - Tonga 32:9

### Skupina C
| 1. | Nový Zéland | 6 | 190 | 34  |
| 2. | Fidži       | 2 | 56  | 101 |
| -- | ----------- | - | --- | --- |
| 3. | Itálie      | 2 | 40  | 110 |
| 4. | Argentina   | 2 | 49  | 90  |

22.5.1987 Nový Zéland - Itálie 70:6
24.5.1987 Argentina - Fidži 9:28
27.5.1987 Nový Zéland - Fidži 74:13
28.5.1987 Argentina - Itálie 25:16
31.5.1987 Fidži - Itálie 15:18
1.6.1987 Nový Zéland - Argentina 46:15
(Fidži skončilo na druhém místě, protože položilo vícekrát míč do soupeřova brankoviště ve skupině v porovnání s Itálií a Argentinou.)

### Skupina D
| 1. | Francie  | 5 | 145 | 44  |
| 2. | Skotsko  | 5 | 135 | 69  |
| -- | -------- | - | --- | --- |
| 3. | Rumunsko | 2 | 61  | 130 |
| 4. | Zimbabwe | 0 | 53  | 151 |

23.5.1987 Rumunsko - Zimbabwe 21:20
23.5.1987 Francie - Skotsko 20:20
28.5.1987 Francie - Rumunsko 55:12
30.5.1987 Skotsko - Zimbabwe 60:21
2.6.1987 Rumunsko - Skotsko 28:55
2.6.1987 Francie - Zimbabwe 70:12
(Francie skončila ve skupině první, protože v zápase proti Skotsku položila míč do soupeřova brankoviště vícekrát než Skotsko v jejich vzájemném zápase.)

## Play-off

### Čtvrtfinále
6.6.1987 Nový Zéland - Skotsko 30:3
7.6.1987 Francie - Fidži 31:16
7.6.1987 Austrálie - Irsko 33:15
8.6.1987 Wales - Anglie 16:3

### Semifinále
13.6.1987 Austrálie - Francie 24:30
14.6.1987 Nový Zéland - Wales 49:6

### Boj o 3. místo
18.6.1987 Austrálie - Wales 21:22

### Finále
20.6.1987 Nový Zéland - Francie 29:9